# William Johnson Sollas
William Johnson Sollas FRS (30 de maig de 1849 - 20 d'octubre de 1936) va ser un zoòleg i antropòleg britànic. Va estudiar al City of London School, el Royal College of Chemistry i la Royal School of Mines es va matricular al St. John's College, Cambridge, on va obtenir el premi de First Class Honours en geologia. Des del 1897 va ser professor de geologia a la Universitat d'Oxford.
Va treballar en molts camps científics incloent el de les esponges de mar, braquiòpodes i la recerca en petrologia.
De 1878 fins a 1889 es dedicà completament a les esponges i els fòssils.
A Bristol treballà en la paleontologia, va descriure noves espècies de plesiosaure. A Dublín treballà sobre els foraminifera i els braquipòdes. En petrologia va inventar la columna de difusió. El 1905 publicà la col·lecció d'assaigs The Age of the Earth, i el 1911 Ancient Hunters and their Modern Representatives sobre antropologia.
De 1908 a 1910 va ser president de la Societat Geològica de Londres la qual el premià amb la Bigsby Medal el 1893 i la Wollaston Medal el 1907.